# Giovan Battista Gelli

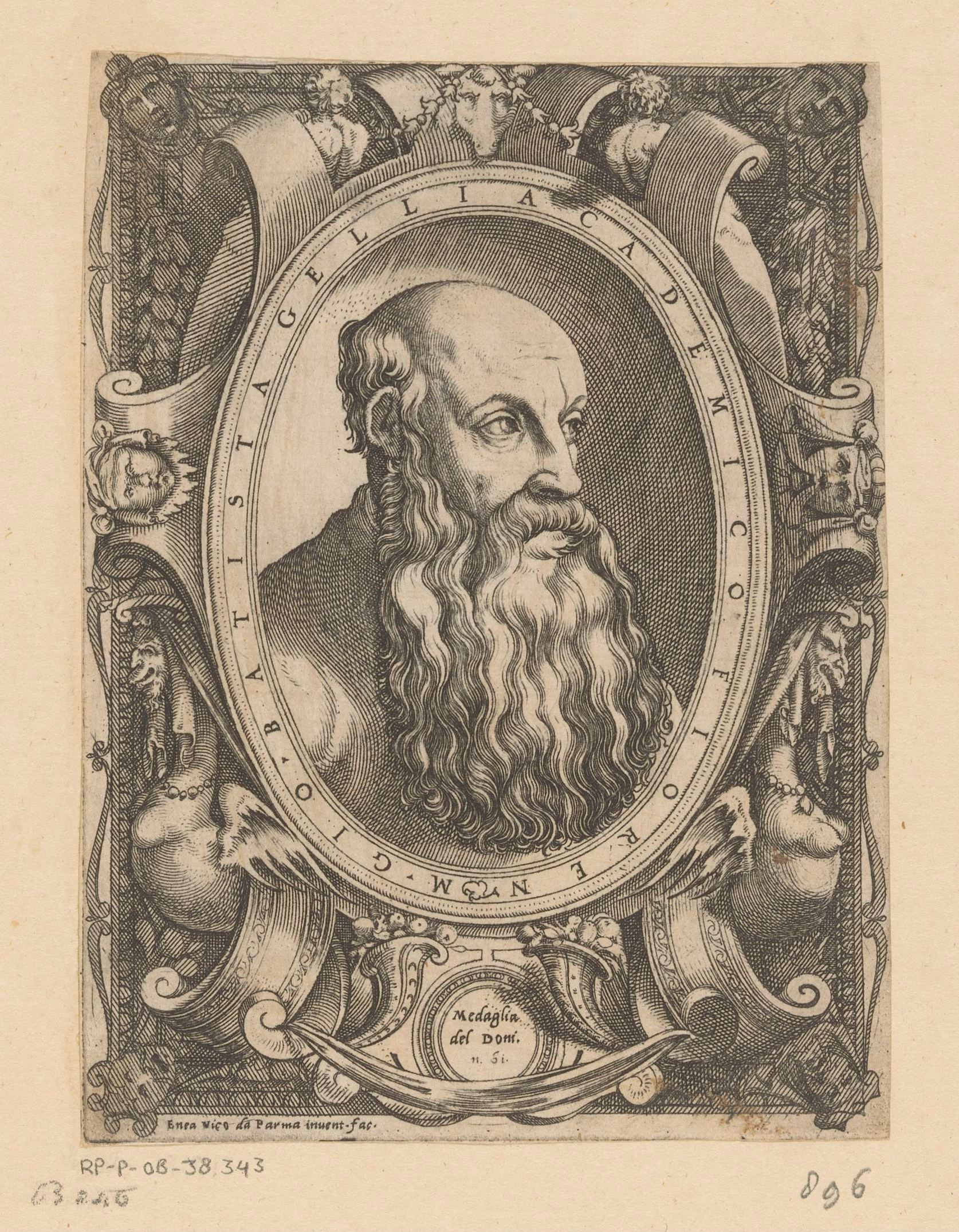
Giovan Battista Gelli

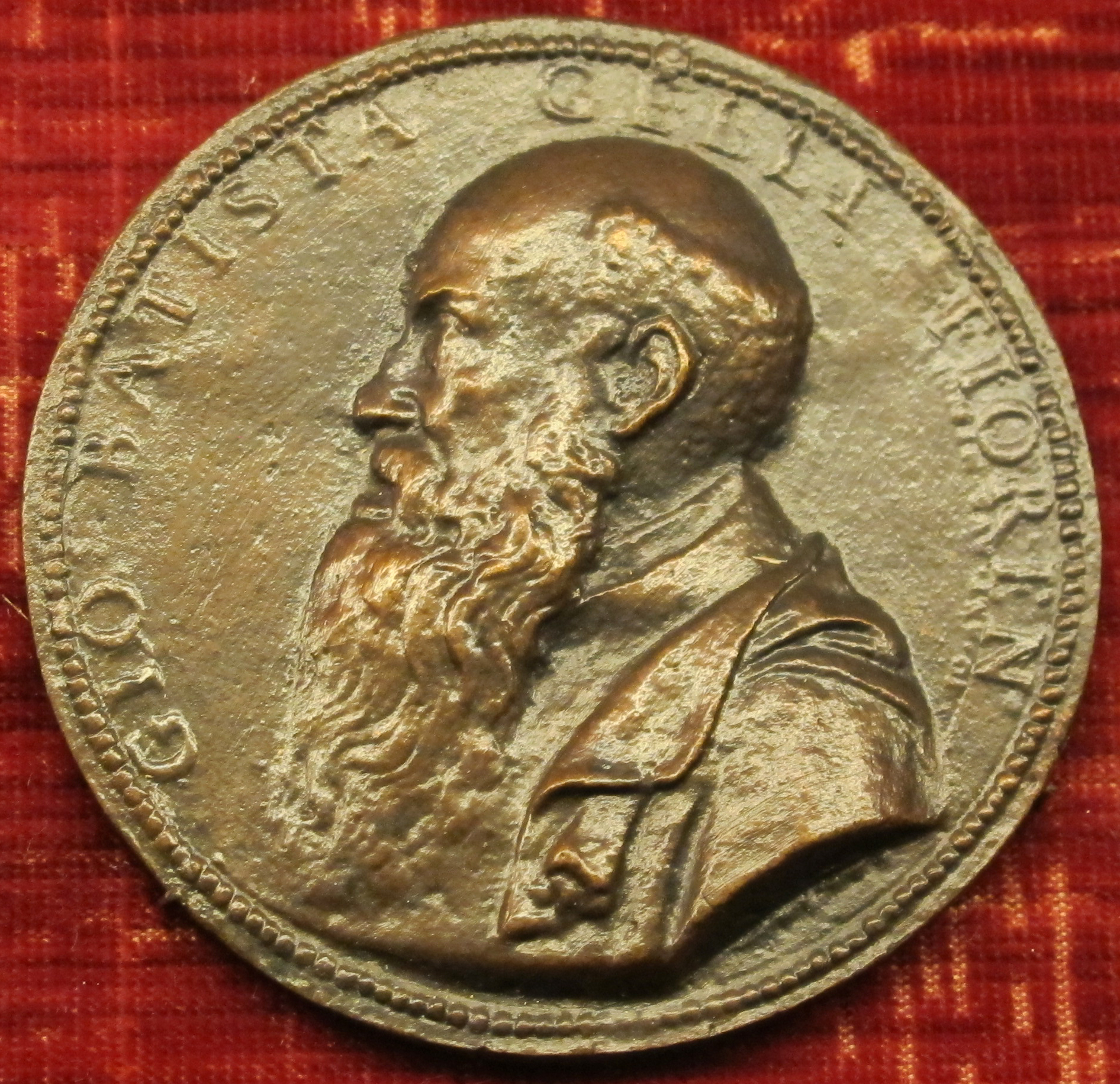
Giovanni Antonio de' Rossi, medaglia di Giovan Battista Gelli

(G.B. Gelli, I capricci del bottaio, ragionamento III)
Giovan Battista Gelli (Firenze, 12 agosto 1498 – 24 luglio 1563) è stato un filosofo e scrittore italiano.

## Biografia

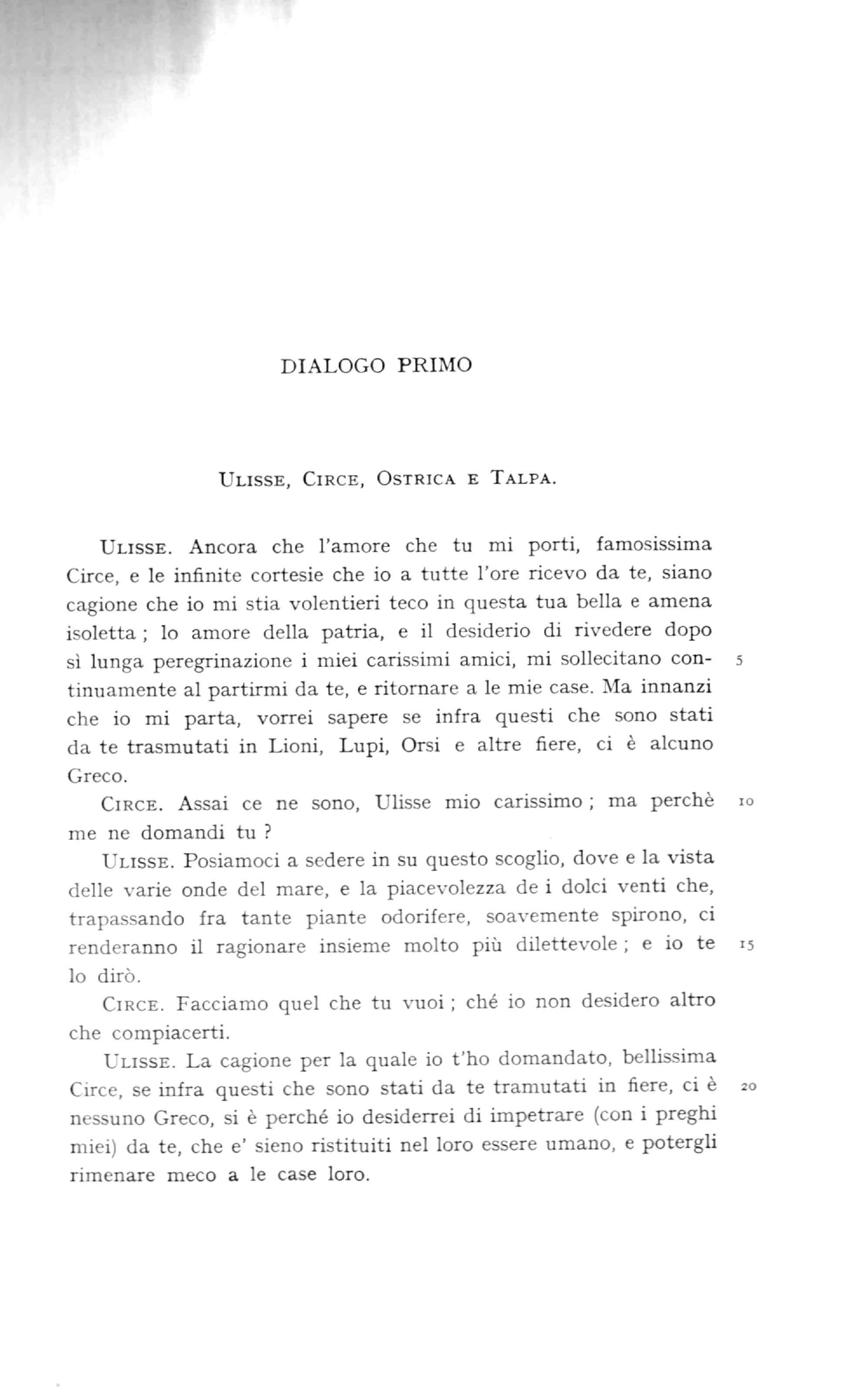
Incipit dei Dialoghi

Figlio di Carlo, un agiato mercante di vini originario del borgo di Peretola e trasferitosi a Firenze col fratello, nacque nel 1498 nella cura di San Paolo.
Esercitò per tutta la vita il mestiere di calzolaio e studiò letteratura e filosofia da autodidatta. Si sposò con Pantesilea, dalla quale ebbe due figlie, Alessandra e Marietta.
Discepolo di Antonio Francini e di Francesco Verini, a sua volta allievo di Marsilio Ficino e poeta di ispirazione savonaroliana, fu con molta probabilità vicino alla filosofia piagnona e partecipò, anche se in disparte, alle riunioni dell'Accademia Platonica, che si tenevano presso gli Orti Oricellari
Fedele a Cosimo I, ricoprì cariche pubbliche di scarso rilievo, dapprima in qualità di magistrato delle Arti minori, nel 1524, poi come membro del Collegio dei Dodici Buonomini, organo consuntivo del governo mediceo, nel 1539.
Fu membro dell'Accademia degli Umidi dal 1540, ne approvò la trasformazione in Accademia Fiorentina l'anno successivo e ne fu console nel primo semestre del 1548. Il 5 agosto 1541 vi tenne la sua prima lezione, commentando un passo sulla lingua di Adamo, tratto dal canto XXVI del Paradiso di Dante. Tenne saltuariamente lezioni su Dante e Petrarca presso l'Accademia fino al 1551.
Le sue opere più famose sono I capricci del bottaio (1546), ragionamenti fra un bottaio e la propria anima (inserito nel primo indice dei libri proibiti) e La Circe (1549), dialogo fra Ulisse e i propri compagni trasformati in animali. Tra le tesi sostenute nelle sue opere vi sono quelle della discendenza diretta da Noè dei fondatori di Firenze, dovuta probabilmente all'influenza sul Gelli degli Antiquitatum variarum volumina XVII, un falso confezionato da Annio da Viterbo, e quella della superiorità della lingua fiorentina sulle altre.
Nel settembre 1553 fu nominato da Cosimo I lettore ordinario della Commedia presso l'Accademia Fiorentina e recitò, da qui fino all'anno della sua morte, nove letture dantesche, pubblicate con cadenza annuale, che ebbero grande influenza sugli interpreti di Dante durante tutto il Cinquecento fiorentino.
Morì il 24 luglio 1563, nella sua casa di via dei Fossi, e venne sepolto nella tomba di famiglia in Santa Maria Novella.

## Opere
- L'apparato et feste nelle nozze dello Illustrissimo Signor Duca di Firenze et della Duchessa sua Consorte, 1539
- Egloga per il felicissimo giorno 9 di gennaio nel quale lo Eccellentissimo Signor Cosimo fu fatto Duca di Firenze, 1542
- La sporta, 1543
- Dell'origine di Firenze, 1544
- I capricci del bottaio, 1546-1548
- La Circe, 1549
- Ragionamento sopra la difficultà di mettere in regole la nostra lingua, 1551
- Lo errore, 1556
- Polifila, 1556

## Lezioni pubblicate
- Il Gello sopra un luogo di Dante, nel XVI canto del Purgatorio della creazione dell'anima rationale, 1548
- La prima lettione di Giovanbatista Gelli fatta da lui l'anno 1541, sopra un luogo di Dante nel XXVI capitol del Paradiso, 1549
- Il Gello sopra un sonetto di M. Franc. Petrarca, 1549
- Il Gello sopra que'due Sonetti del Petrarcha che Lodano il ritratto Della Sua M. Laura, 1549
- Il Gello sopra Donna mi viene spesso nella mente di M. F. Petrarca, 1549
- Tutte le lettioni di Giovanbatista Gelli, fatte da lui nell'Accademia Fiorentina, 1551
- Letture sopra la Commedia di Dante, 1553-1563